# Kanał Iławski
Kanał Iławski – kanał na Pojezierzu Iławskim, łączący Kanał Elbląski od śluzy Miłomłyn w Miłomłynie z jeziorem Jeziorak poprzez jezioro Dauby; długość ok. 10 km; otwarty w 1860 r.
Kanał ten jest atrakcyjny w turystyce wodnej, ponieważ wchodzi w skład zespołu drogi wodnej Kanału Elbląskiego. Umożliwia połączenie w turystyce wodnej Ostródy z Iławą oraz Ostródy z Zalewem Wiślanym, jako odgałęzienie od głównego Kanału Elbląskiego. Mimo nieco mniejszej szerokości od Kanału Elbląskiego, Kanał Iławski jest dostępny dla większości śródlądowych jachtów. Oprócz kilku niekłopotliwych mostów kanał ten posiada atrakcje hydrotechniczne. Kanał biegnie grzbietem usypanej grobli przez Jezioro Karnickie, które sztucznie zostało podzielone  na dwie części: Jezioro Karnickie i jezioro Jezierzno. Ponieważ poziom wody tego jeziora jest niższy o ok. 2–3 metry (w zależności od źródeł) od poziomu wód Jezioraka, zamiast podwyższać poziom wody lub budować dwie śluzy, usypano na dnie jeziora wał o wysokości 6 metrów, długości 484 metrów i szerokości 50 metrów. Środkiem wału poprowadzono uszczelnioną rynnę kanału szerokości 10 metrów i głębokości 1,5 metra. Na kanale zlokalizowane są wrota bezpieczeństwa (Ligowo – o szerokości 4,4 m, co ogranicza maksymalną szerokość jachtu mogącego przepłynąć kanałem). Wrota przypominają nieco wrota śluzy.
Kanał Iławski jest zwyczajową nazwą odnogi Kanału Elbląskiego, tak jak np. odnoga od Miłomłyna w kierunku Ostródy nazywana jest Kanałem Ostródzkim. Zgodnie z oficjalnie przyjętymi standardami jedyną właściwą nazwą dla kanału z odnogami na Jeziora Jeziorak oraz Szeląg Wielki jest Kanał Elbląski (czasem wraz z innymi kanałami jak np. Kanał Dobrzycki czy Kanał Ducki (Bartnicki) nazywany jest Systemem Kanału Elbląskiego). Stąd też nie pojawia się on w Rozporządzeniu Rady Ministrów z dnia 26 czerwca 2019 r. w sprawie śródlądowych dróg wodnych pod nazwą „Kanał Iławski”, lecz stanowi drogę wodną jako część składową Kanału Elbląskiego.
Zgodnie z Obwieszczeniem Prezesa Rady Ministrów z dnia 31 marca 2022 r. w sprawie ogłoszenia jednolitego tekstu rozporządzenia Rady Ministrów w sprawie klasyfikacji śródlądowych dróg wodnych Kanał Elbląski ma klasę żeglowną Ia, natomiast odcinki na jeziorach posiadają klasę II.